# رودبره (مقاطعة تشرداول)
رودبره (بالفارسية: رودبره) هي قرية تقع في قسم زردلان الريفي (مقاطعة تشرداول) في إيران.